# Гальен, Рикардо
Рикардо Хесус Гальен Гарсиа (исп. Ricardo Jesús Gallén García, Линарес, Испания, 12 марта 1972) — испанский гитарист. Первые уроки гитары получил от отца в возрасте 4 лет. В 5 лет сыграл первый концерт.

## Биография
Учился в Консерватории Линареса, Хаэна, Кордовы, Мадрида и Гранады под руководством лучших преподавателей этих музыкальных заведений. Позднее изучал гитару и старинную музыку в Зальцбурге (Mozarteum) и Мюнхене.
Концертная деятельность Рикардо Гальена охватывает десятки стран на всех континентах. Он играл с крупнейшими оркестрами Испании и других стран: Симфоническим оркестром Европы, Оркестром Принца Астурийского, Оркестром музыкальной академии Иерусалима, Филармоническим оркестром Санкт-Петербурга,  Филармоническим оркестром Москвы, Симфоническим оркестром Валенсии и пр.

## Признание и награды
Крупные композиторы современности Томас Вильяхос, Эрнесто Хальффтер, Хоакин Клерч выбрали музыканта для премьерного исполнения  своих произведений.
С 2009 года преподает в Веймарской Высшей школе музыки. Член жюри международных конкурсов  гитарной музыки – Мадридского имени Хоакина Родриго, в Майами («Sun Waves Guitar Fest»),  Фестивале юных гитаристов имени Андреса Сеговии в Вельберте и пр.
Лауреат более десяти международных и национальных премий. В 1998 году получил первую премии «Международного конкурса гитаристов в Альгамбре», в 2002 году - первую и пять специальных премий на кубинском Международном конкурсе гитаристов в Гаване.
В 2004 году приезжал с концертами в Москву (для участия в I Международном Фестивале «Виртуозы гитары», выступал с симфоническим оркестром «Новая Россия», дирижёр Евгений Бушков)  и дал единственный открытый мастер-класс в Институте Сервантеса.

## Отзывы
«Восхищение публики вызвало выступление испанского гитариста Рикардо Гальена — его культура звука, безупречное исполнение кантилены, динамическая градация оказались выше всяких похвал.» — Наталья Дмитриева, журнал «Гитаристъ», 2006.